# Martin Loizillon
Pour les articles homonymes, voir Loizillon.
Martin Loizillon est un acteur français, né en 1989 à Paris.

## Biographie
Après des cours de théâtre au Théâtre du Petit Monde avec Nicolas Rigas, à l'âge de 10 ans, il suit une formation de théâtre en anglais au Steppenwolf Theater de Chicago, l'école de John Malkovich, en 2004.
En 2008, il entre au Conservatoire national supérieur d'art dramatique, dans la classe de Philippe Torreton.
En 2013, il intègre la distribution de la série historique de France 3 Un village français au côté notamment d'Audrey Fleurot et Robin Renucci, au cours de la cinquième saison.
En 2015, il joue dans le film qui fait l'ouverture du 68e Festival de Cannes, La tête haute d'Emmanuelle Bercot, avec également Catherine Deneuve et Benoît Magimel.
Il reçoit en 2014 le Prix d'Interprétation Masculine au Mumbai Film Festival (en) pour son rôle dans Fever de Raphaël Neal, qui sort en 2015.

## Théâtre
- Fiancés en herbe de Georges Feydeau : René
- Tartuffe de Molière : Damis
- Le Misanthrope de Molière[4],[5] : Philinte
- La Rose tatouée de Tennessee Williams, Théâtre de l'Atelier
- Le Barbier de Séville de Beaumarchais et Rossini, Théâtre du Petit Monde[6] : le comte Almaviva
- Lucrèce Borgia de Victor Hugo, mise en scène de Jean Louis Benoit : Gennaro
- 2018 : L’École des femmes de Molière, mise en scène de Nicolas Rigas, Théâtre Déjazet

## Filmographie

### Cinéma
- 2009 : Dans tes bras d'Hubert Gillet : Louis
- 2010 : Mystères de Lisbonne de Raoul Ruiz : Padre Dinis Jovem
- 2011 : L'Itinéraire, court métrage d'Antoine Benoît : Patrick
- 2011 : La Mer à l'aube, téléfilm de Volker Schlöndorff : Claude Laley
- 2012 : Après Mai d'Olivier Assayas : Rackham le Rouge
- 2012 : Populaire de Régis Roinsard : le jeune homme aux roses
- 2014 : Fever de Raphaël Neal : Damien
- 2015 : La Tête haute d'Emmanuelle Bercot : le procureur
- 2015 : Éternité de Trần Anh Hùng
- 2016 : L'Odyssée de Jérôme Salle : le comptable de Cousteau
- 2017 : La Promesse de l'aube de Éric Barbier : Bauden

### Télévision
- 2013 : Maison close (série TV) : Bak
- 2013-2016 : Un village français (série TV, saison 5 à 7) : Antoine
- 2021 : Les Héritiers : Hugo
- 2021-2023 : Braqueurs (série TV, saison 1 à 2) : Virgile

## Doublage
- 2017 : A Cure for Life : Lockhart (Dane DeHaan)
- 2017 : Kong: Skull Island : Slivko (Thomas Mann)[7]
- 2022 : Une robe pour Mrs. Harris : l'officier de la Royal Air Force (Freddie Fox)
- 2022 : Don't Worry Darling : Bill Johnson (Douglas Smith)
- 2022 : The Pale Blue Eye : ? ( ? )

## Engagement politique
Aux élections législatives françaises de 2022, il se présente dans la 4e circonscription de l'Essonne sur une liste citoyenne sans étiquette avec Xavier Lecomte comme suppléant.